# آماژ
آماژ (به فرانسوی: Amage) یک کمون در فرانسه است که در Canton of Faucogney-et-la-Mer واقع شده‌است.

## خصوصیات
آماژ ۶٫۵۴ کیلومترمربع مساحت و ۳۶۰ نفر جمعیت دارد.